# ЕвроСёги
ЕвроСёги (англ. EuroShogi) — вариант сёги, изобретенный Владимиром Прибылинцем (Vladimír Pribylinec) в 2000 году.

## Описание
Главный принцип ЕвроСёги — упрощение без радикальных изменений при сохранении хорошего игрового процесса. На доске три самых дальних ряда от каждого игрока являются зоной продвижения. Фигуры захватывают так же, как двигаются. Комплект фигур на каждого игрока: 1 король, 1 башня, 2 генерала, 2 слона, 2 коня, 8 пешек.